# Simon Belmont
Simon Belmont (シモン・ベルモンド?, Shimon Berumondo (Simon Belmondo)) è un personaggio della serie di videogiochi Castlevania, protagonista dei primi due titoli, Castlevania e Castlevania II: Simon's Quest, oltre che personaggio giocabile in Castlevania Judgment, Castlevania: Harmony of Despair e Castlevania: Lords of Shadow - Mirror of Fate. Simon è un famoso cacciatore di vampiri del XVII secolo, e anche il primo dei più conosciuti eroi della serie Castlevania.

## Storia

### Biografia
Simon Belmont era l'erede della rinomata frusta Vampire Killer e del clan dei Belmont e divenne il più famoso cacciatore di vampiri. Nato intorno all'anno 1669, Simon è cresciuto sulle storie dei suoi grandi antenati che avevano sconfitto Dracula, insieme a coloro che li hanno aiutati, allenandosi con la frusta per cercare di diventare come uno di questi guerrieri leggendari.

### Castlevania
Nel primo Castlevania, all'età di 22 anni, la possibilità per Simon di dimostrarsi degno dell'eredità della sua famiglia venne il giorno di Pasqua: 100 anni dopo essere stato sconfitto da Christopher Belmont, il conte Dracula era tornato, risvegliato da un ordine oscuro in un monastero abbandonato. Simon era determinato a porre fine alla minaccia di un nuovo regno del terrore del vampiro, ed entrò da solo nel castello di Dracula per affrontare il conte. Simon uccise i servitori di Dracula per poi affrontare lo stesso Dracula come i suoi antenati avevano fatto. Incapace di ucciderlo nella battaglia, e all'insaputa Simon, Dracula riuscì a mettere una maledizione in una ferita sulla schiena di Simon.

### Castlevania Judgment
In Castlevania Judgment la maledizione che Dracula aveva messo su Simon sette anni fa lentamente cominciò a devastare il suo corpo, il quale cominciò a pensare che la sua morte era vicina. Nel frattempo, Simon finì in una frattura dimensionale dove fu avvicinato da Aeon, un viaggiatore del tempo in cerca di un prescelto per riparare il danno e sconfiggerne l'artefice. Durante questa avventura, Simon si scontra con i tre eroi che riuscirono a sconfiggere per la prima volta Dracula: Grant Danasty, il più forte guerriero di Walacchia, Sypha Belnades, una strega che serve la Chiesa, e il suo antenato Trevor Belmont, dimostrando in tal modo che il suo potere va oltre quello della frusta. Richiamato da Aeon, Simon lo affronta per poter passare verso la porta che lo condurrà al suo ultimo nemico: il Mietitore del tempo, un servo del demone Galamoth proveniente da diecimila anni del futuro, che cerca di distruggere quest'era per permettere al suo padrone di regnare sul trono di Dracula. Sconfittolo, Simon ritorna nel suo presente.

### Castlevania II: Simon's Quest
In Castlevania II: Simon's Quest una notte, mentre si trovava nel cimitero della sua famiglia, dietro a Simon comparve una donna misteriosa nella nebbia, spiegandogli che Dracula lo aveva maledetto e che la sua vita era in pericolo. Per annullare la maledizione, Simon avrebbe dovuto raccogliere i resti di Dracula (l'unghia, il cuore, la costola, il bulbo oculare e l'anello) per resuscitare il conte nelle rovine del castello e sconfiggerlo ancora una volta. Anche se questo lo avrebbe sconfitto la donna avvertì Simon che questo non sarebbe stato sufficiente per sconfiggere Dracula per sempre. Poi scomparve all'interno della nebbia misteriosamente come era apparsa. Simon decise di raccogliere questa sfida e iniziò la sua nuova missione. La terra era tornata ad essere infestata dai mostri, gettando gli abitanti del villaggio nel terrore. Alcuni abitanti del villaggio, per aiutare l'uomo che aveva salvato la loro terra da Dracula anni prima, assistettero Simon nella sua ricerca offrendogli consigli su dove andare; altri lo hanno fatto per soldi; mentre altri abitanti del villaggio, forse nel timore che il ritorno di Dracula si sarebbe anticipato se Simon fosse riuscito a raccogliere le sue spoglie, rifiutarono di aiutarlo. Simon riuscì a trovare ciascuno dei resti che erano stati raccolti da servitori di Dracula e collocati nelle loro roccaforti in vari palazzi in tutto il paese e tornò alle rovine del castello di Dracula, ormai abbandonato, dove mise i suoi resti. Tuttavia, solo grazie al potere di un sesto pezzo del corpo, la zanna, Dracula poté risorgere. Simon riuscì a sconfiggerlo una seconda volta e alla fine ne bruciò i resti e la sua maledizione fu annullata, per poi seppellire ciò che era rimasto del conte in un cimitero. Dopo il grande combattimento contro Dracula, Simon si riconciliò con i residenti del villaggio. Simon venne come un salvatore, e la gente ha iniziato a guardare a lui come un eroe.

## Castlevania: Lords of Shadow - Mirror of Fate
In Castlevania: Lords of Shadow - Mirror of Fate, facente parte del reboot della serie, Simon è il figlio di Trevor Belmont e Sypha Belnades. All'età di sei anni la sua vita venne irremidiabilmente sconvolta: suo padre venne ucciso da Dracul, il Principe delle Tenebre, mentre sua madre da un gruppo di Lycan che avevano attaccato il loro villaggio. Simon venne salvato e allevato da una tribù delle montagne, ma la rabbia e la vendetta verso Dracula spinsero Simon ad allenarsi duramente per poter un giorno affrontare colui che gli aveva portato via tutto. Divenuto adulto e armato di una letale frusta, denominata Ammazzabestie, Simon partì verso il Castlevania, il castello di Dracul, dove affrontò i vari mostri che lo popolavano. Durante il viaggio Simon viene salvato due volte da una strana figura, che si rivelerà il vampiro Alucard, e incontrerà l'Anima Perduta, un misterioso essere muto che gli mostra attraverso un frammento dello Specchio del Destino conservato da Trevor la Croce da combattimento di suo padre, l'arma che gli permetterà di uccidere Dracul. Arrivato finalmente alla sala del Trono, Simon incontra Dracul, ma poco prima che il combattimento inizi, arriva anche Alucard, che si rivela come il figlio di Dracul intenzionato, però, a ucciderlo. I tre danno vita a uno scontro nel quale Simon alla fine sviene e Dracul lo controlla. Alucard riesce a liberare Simon e insieme danno il colpo finale a Dracul con la Croce da combattimento. Tuttavia Alucard nota che la morte di Dracula è atipica per un vampiro e giunge alla conclusione che un giorno potrebbe tornare ed intima a Simon di consegnare il frammento dello Specchio del Destino all'Anima Perduta, affinché il suo destino non sia maledetto dall'artefatto. Uscito dal castello, Simon lo vedrà crollare per poi dire addio ad Alucard sotto forma di pipistrello. Dopo quegli eventi si è sposato con una donna di nome Selena, permettendo alla dinastia Belmont di continuare a vivere.

## Super Smash Bros. Ultimate
Simon Belmont è il 66º combattente nel gioco Super Smash Bros. Ultimate. Usa armi dai suoi giochi precedenti.

## Aspetto e personalità
Nel primo capitolo Simon è raffigurato come un uomo vestito con un'armatura di pelle, stivali alti e una bandana, a volte raffigurato con un mantello; i capelli sono marroni, contrariamente all'artwork originale che li raffigura rossi. Questo colore dei capelli sarebbe diventato la sua principale caratteristica. In Simon's Quest il design barbarico viene sostituito con uno più cavalleresco: indossa un'armatura rossa decorata con incisioni gialle e perle, spallacci e guanti di ferro, una cintura con una perla in mezzo, pantaloni neri, ginocchiere e lunghi stivali. Il colore dei capelli diventa biondo mentre è marrone nel manuale di istruzioni. In Castlevania Chronicles l'aspetto di Simon, curato da Ayami Kojima, si basa sul suo aspetto originale: Simon indossa un'armatura di pelle, guanti senza dita e stivali lunghi. Sulla spalla sinistra indossa parte di un giubbotto rosso con un bordo di pelliccia. Ha anche una spada inguainata sul fianco. In Judgment Simon sembra quasi un adolescente ed è vestito con un giubbotto aperto sul petto, pantaloni, guanti e stivali neri, tutti con rivestimenti d'argento; sulla schiena è presente una croce d'oro. Sul corpo, inoltre, vi sono svariati segni rossi. In Mirror of Fate l'aspetto di Simon cambia quasi del tutto: indossa guanti di pelle con protezioni rosse, un mantello di pelliccia ed è a torso nudo, coperto in parte da una grossa faccia rossa gignante; inoltre presenta una folta barba. Simon è piuttosto sfacciato ed è incline a farsi strada attraverso le situazioni.

## Abilità
Simon è un guerriero la cui forza supera di gran lunga quella di un normale essere umano che gli consente di usare svariati tipi di armi. La sua arma principale è la frusta Vampire Killer, creata dall'alchimista Rinaldo Gandolfi e tramandata per generazioni dalla famiglia Belmont, che ha il potere di sconfiggere le creature della notte. In Mirror of Fate, essendo imparentato con la famiglia Belnades, Simon è in grado di evocare diversi spiriti guardiani.

## Altri media
È uno dei protagonisti della serie animata Un videogioco per Kevin - Captain N, pur subendo un radicale mutamento: qui infatti è quasi irriconoscibile a causa del suo costume da esploratore e del suo carattere narcisista e vanitoso. Stranamente, invece del cognome Belmont con cui è conosciuto in Occidente, viene ribattezzato con quello originale di Belmondo.